# Ruud Burlet
Rudolf Johannes Hubertus (Ruud) Burlet (5 januari 1957) is een Nederlands politicus. Van 28 juni 2019 tot 9 april 2021 was hij lid van de Gedeputeerde Staten van Limburg.

## Biografie
Voor zijn politieke werkzaamheden was hij manager bij DSM in Geleen en bandenbedrijf Vredestein in Maastricht. Laatstelijk als directeur van recyclingbedrijf Rubber Recources. In januari 2019 werd hij aangewezen als lijsttrekker van Forum voor Democratie in Limburg voor de Provinciale Statenverkiezingen 2019. Na de verkiezingen werd hij in eerste instantie geïnstalleerd als statenlid.
Burlet is voor 2019-2023 gedeputeerde in Limburg in een extraparlementair college met in zijn portefeuille onder meer duurzaamheid.
In november 2020 verliet hij Forum voor Democratie. Burlet sloot zich aan bij JA21 waarvoor hij op plaats 17 van de kandidatenlijst voor de Tweede Kamerverkiezingen 2021 kwam te staan.
Op 9 april 2021 trad hij, samen met de andere leden van het college van Gedeputeerde Staten, terug in verband met een integriteitsschandaal rondom de Stichting Instandhouding Kleine Landschapselementen in Limburg (IKL) en oud-gedeputeerde Herman Vrehen.
Vanaf 16 augustus 2022 is Burlet opnieuw lid van de Provinciale Staten als tijdelijke vervanger van Simone Kerseboom.

## Persoonlijk
Burlet komt uit Geleen, is getrouwd en is vader van 3 kinderen.